# くじゃく
くじゃくは、大分県佐伯地方の郷土料理。佐伯地方以外ではあまり見かけない料理である。白身部分を赤に着色したゆで卵を、緑色に着色した白身魚のすり身で包んで揚げたものである。

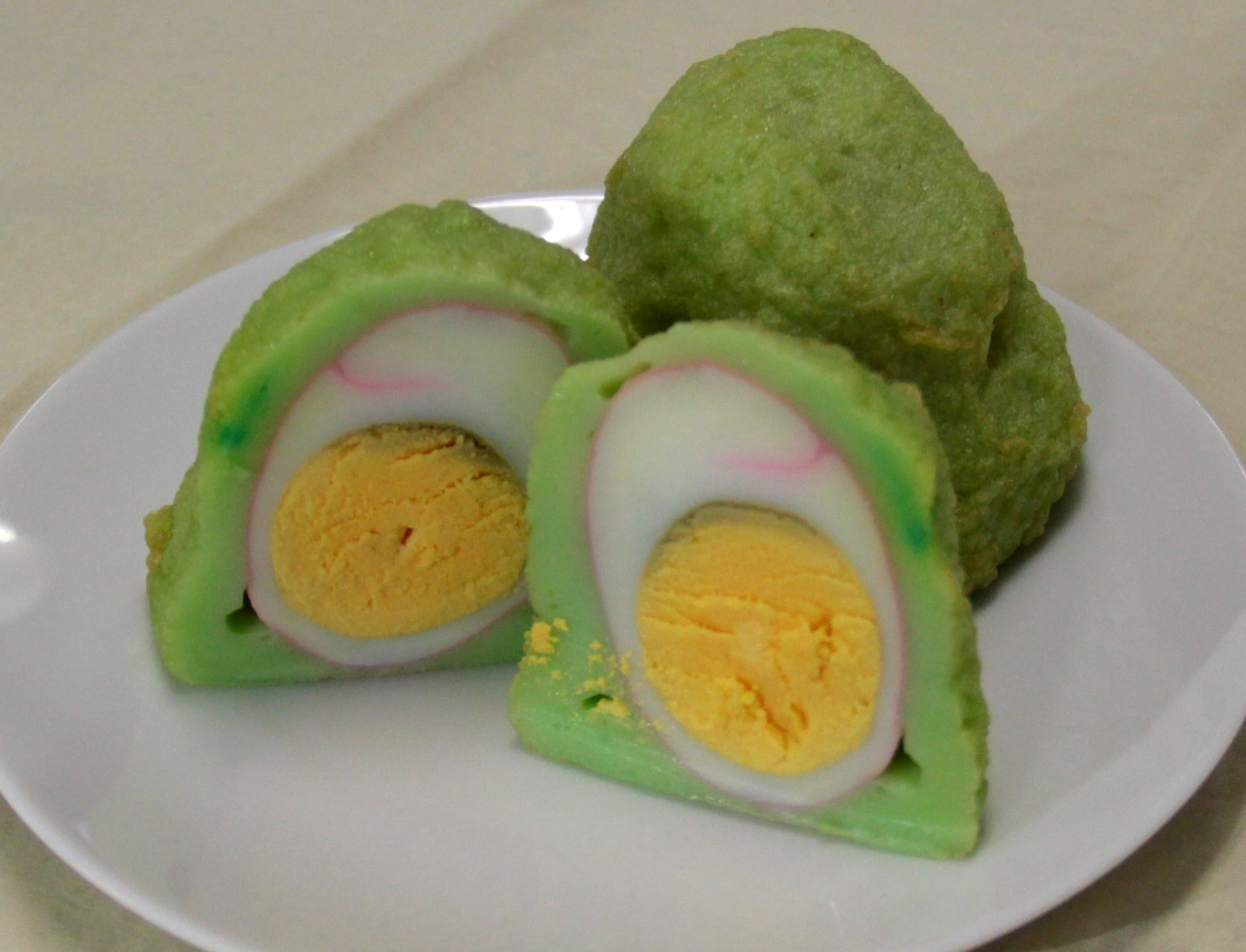

## 概要
半分に切ったときに、緑、赤、白、黄色とあざやかな色合いであること、卵の断面がくじゃくの羽にある模様にそっくりなことから、この名がついた。魚のすり身にはエソや白身魚が使われることが多い。エソは小骨が多いため、刺身や三枚おろしで流通することはなく、すり身やカマボコに加工されて流通する。大分県民にとっては、馴染み深い魚介である。色が付いた華やかな「くじゃく」は、お正月などの祝いの席や運動会などの行事の時に食べられている。近年、人工着色料を好まない人が増えたため、すり身に色を付けない「くじゃく」も作られる。